# Gerardo Romano (actor)
Gerardo Romano (Buenos Aires, 6 de julio de 1946) es un actor y abogado argentino. Entre otros proyectos, participó en 1992 de la grabación del disco Y punto de la banda argentina Bersuit Vergarabat, junto a Mario Pergolini, en la canción «Homenaje a los locos del Borda». Son recordadas sus actuaciones entre otros papeles de Ernesto Guevara en el ciclo Sin condena (1995) que se emitía por Canal 9[cita requerida] y Drácula en Historias de terror (2004)..
Su último trabajo con funciones a sala llena desde 2015 a 2018, recibió la aclamación de la crítica especializada y numerosas nominaciones a premios como el ACE, Florencio Sánchez y María Guerrero.

## Trayectoria

### Teatro
- Oleana de David Mamet. Dir. Hugo Urquijo
- Closer de Patrick Marber. Dir. Mike Gordon
- A corazón abierto autores varios. Dir. Emilio Alfaro
- Postdata, tu gato ha muerto de James Kirkwood, Jr.. Dir. Emilio Alfaro
- Bent, Dir. Julio Ordano
- Sexo, drogas y Rock&Roll
- 2004: Padre nuestro junto a Rodolfo Ledo, Atilio Veronelli. Dir. Julio Ordano
- 2006: Procedimientos para inhibir la voluntad de los individuos de Francisco Enrique (voz en off).
- 2010: Pirañas
- 2015 a 2022: Un judío común y corriente, escrita por Charles Lewinsky y dirigida por Manuel González Gil, en el Teatro Chacarerean

### Cine[5]
- 1979: El Fausto criollo, Dir. Luis Saslavsky
- 1984: Atrapadas, Dir. Aníbal Di Salvo
- 1985: Los gatos (prostitución de alto nivel), Dir. Carlos Borcosque (hijo).
- 1986: Miss Mary, Dir. María Luisa Bemberg
- 1987: Las esclavas, Dir. Carlos Borcosque (hijo)
- 1987: El año del conejo, Dir. Fernando Ayala
- 1988: La clínica loca, Dir. Emilio Vieyra
- 1988: Abierto de 18 a 24, Dir. Víctor Dinenzon
- 1989: Cuerpos perdidos, Dir. Eduardo de Gregorio. Coproducción con Francia.
- 1990: Negra medianoche, Dir. Héctor Olivera. Coproducción con Estados Unidos.
- 1990: Yo, la peor de todas Dir. María Luisa Bemberg
- 1991:   Ya no hay hombres
- 1992: Al filo de la ley, Dir. Juan Carlos Desanzo
- 1993: Las boludas, Dir. Víctor Dinenzon
- 1994: El amante de las películas mudas, Dir. Pablo Torre
- 1996: Policía corrupto, Dir. Carlos Campanile
- 2001: La fuga, Dir. Eduardo Mignogna. Coproducción con España
- 2001: Nada por perder, Dir. Quique Aguilar
- 2003: Dos ilusiones, Dir. Martín Lobo
- 2013: Cuatro de copas. Dir. Pablo Yotich
- 2014: Betibú, Dir. Miguel Cohan
- 2014: Necrofobia, Dir. Daniel de la Vega
- 2016: Me casé con un boludo. Dir. Juan Taratuto
- 2017: Hipersomnia. Dir. Gabriel Grieco
- 2017: La cordillera. Dir. Santiago Mitre
- 2018: Acusada. Dir. Gonzalo Tobal
- 2018: Solo el amor. Dir. Diego Corsini y Andy Caballero
- 2019 El sonido de los tulipanes.
- 2020: Respira. Dir. Gabriel Grieco
- 2021: Quemar las naves
- 2021: Al tercer día. Dir. Daniel de la Vega
- 2021: Una tumba para tres. Dir. Mariano Cattaneo
- 2022: Hoy se arregla el mundo. Dir. Ariel Winograd
- 2022: Ariel. Dir. Alison Murray
- 2023: Los bastardos. Dir. Pablo Yotich
- 2023: Auxilio. Dir. Tamae Garateguy

### Televisión
| Año         | Título                    | Personaje                                        | Canal            | Notas                                       |
| ----------- | ------------------------- | ------------------------------------------------ | ---------------- | ------------------------------------------- |
| 1978        | La mujer frente al amor   | Henry Selton                                     | Canal 9          | Elenco                                      |
| 1979 - 1980 | Los hijos de López        | Gerardo López                                    | ATC              | Participación                               |
| 1980        | Dulce fugitiva            | Claudio Pacheco                                  | ATC              | Protagonista                                |
| 1981        | Las huellas del cerro     | Detective. Prado                                 | ATC              | Elenco                                      |
| 1982        | Noche estelar             | Mauricio                                         | ATC              | Ep: "El ave fénix"                          |
| 1982        | Rebelde y solitario       | Martin                                           | ATC              | Elenco                                      |
| 1983        | Sola                      | Talo                                             | Canal 9          | Elenco                                      |
| 1984        | Amo y señor               |                                                  | Canal 9          | Participación                               |
| 1985        | Bárbara Narváez           | Alejandro Guerrico                               | Canal 13         | Protagonista                                |
| 1985        | Capicho                   | Psicólogo. Roman Andrade                         | ATC              | Recurrente                                  |
| 1985        | La viuda blanca           | Humilde taxista                                  | Canal 9          | Protagonista                                |
| 1987        | Vínculos                  | Federico                                         | Protagonista     |                                             |
| 1989        | Gracias, señora baronesa  |                                                  | ATC              |                                             |
| 1989        | El muerto y el degollado  | Felix                                            | Elenco           |                                             |
| 1990        | Estado civil              | Varios                                           |                  |                                             |
| 1990        | Stress                    | Ingeniero                                        | Canal 13         | Participación especial                      |
| 1991        | Tato, la leyenda continúa | Varios                                           | Canal 13         | Elenco                                      |
| 1992 - 1993 | Zona de riesgo            | Varios                                           | Varios episodios |                                             |
| 1994        | La marca del deseo        | Axel                                             | Telefe           | Serie cancelada                             |
| 1994        | Más allá del horizonte    | Gonzalo Lynch                                    | Canal 9          | Participación                               |
| 1995        | Sin condena               | Che Guevara                                      | Canal 9          | Ep: "El caso del Che Guevara"               |
| 1995        | Con alma de tango         | Victor                                           | Canal 9          | Protagonista                                |
| 1995        | Alta comedia              |                                                  | Canal 9          | Ep: "Lo mismo que a Paula"                  |
| 1996        | Alta comedia              |                                                  | Canal 9          | Ep: "Las ganas de vivir"                    |
| 1997        | Ciudad prohibida          |                                                  | Canal 9          | Elenco                                      |
| 1998 - 1999 | Como vos & yo             | Andrés Dobs                                      | Canal 13         | Protagonista                                |
| 1999        | La Argentina de Tato      | Guillermo Barros Schelotto                       | Canal 13         | Participación                               |
| 2000        | Los médicos (de hoy)      | Fernando Falcone                                 | Canal 13         | Protagonista                                |
| 2000        | Los buscas de siempre     | Fernando                                         | Azul TV          | Participación                               |
| 2001        | PH, propiedad horizontal  | Chiche                                           | Azul TV          | Protagonista                                |
| 2002        | Tiempo final              |                                                  | Telefe           | Ep: "Mano a mano"                           |
| 2002        | Infieles                  |                                                  | Telefe           | Ep: "La ventana indiscreta"                 |
| 2003        | Tercer tiempo             | Gerardo                                          | Canal 13         | Protagonista                                |
| 2004        | Historias de terror       | Jose                                             | Canal 7          | Ep: "Dracula"                               |
| 2005        | Hombres de honor          | Carlo Andrea Patter Nostra / Romulo Patter Nosta | Canal 13         | Elenco                                      |
| 2006        | Se dice amor              | Octavio Ocampo                                   | Telefe           | Elenco                                      |
| 2006-2007   | Doble venganza            | Gonzalo Brizuela                                 | Canal 9          | Protagonista                                |
| 2007        | La ley del amor           | Santiago Duncan                                  | Telefe           | Elenco                                      |
| 2008        | Mujeres asesinas          | Manuel                                           | Canal 13         | Ep: "Noemí, desquiciada"                    |
| 2008        | 23 pares                  | Francisco "Pancho" Robledo                       | Canal 9          | Participación                               |
| 2010        | Alguien que me quiera     | Roberto                                          | Canal 13         | Elenco                                      |
| 2012        | Lobo                      | Leopoldo Diaz Pujol                              | Canal 13         | Estelar                                     |
| 2012        | Condicionados             | Germán                                           | Canal 13         | Participación                               |
| 2012        | Dulce amor                | Francisco Montalban                              | Telefe           | Antagonista                                 |
| 2013        | Historia Clínica          | Juan Domingo Perón                               | Telefe           | Ep: "Juan Domingo Perón: Emoción y corazón" |
| 2015        | El asesor                 | Pedro Andrade                                    | 360TV            | Protagonista                                |
| 2016 - 2022 | El marginal               | Sergio Antín                                     | TV Pública       | Protagonista                                |
| 2017        | El jardín de bronce       | Fiscal Esteban Revoira                           | HBO              | Protagonista                                |
| 2021        | Maradona, sueño bendito   | Carlos Ferro Viera                               | Prime Video      | Papel de reparto                            |
| 2024        | Coppola, el representante | Monaldi                                          | Star+            | Ep: "Fuegos artificiales"                   |
| 2025        | En el barro               | Sergio Antín                                     | Netflix          | Participación especial                      |

## Postura política
Políticamente, Romano ha manifestado en varias ocasiones su afinidad en general con el Partido Justicialista. Fue custodio presidencial durante el gobierno de Arturo Umberto Ilia y Onganía. También trabajó en la Policia Federal Argentina. El día que murió el General Perón se eencontraba en Sauce Viejo donde vivía con su padre y por medio de un gaucho se enteró de la muerte del trascendente político. Romano alguna vez contó como anécdota histórica, presenciar desde una terraza céntrica el ataque de los aviones AT-6 contra la multitud apostada en la Plaza de Mayo con intención de derrocar al Gobierno peronista el 16 de junio de 1955. También trabajó nombrado por Perón como abogado en el Ministerio de Justicia inclusive junto al actual Jefe de Gabinete Guillermo Francos. Le gusta la vida de campo y entre otras cosas tuvo una granja avícola en Villa Ruiz, San Andrés de Giles. Actualmente tiene un espacio campestre en Uruguay, cerca de la laguna del Sauce. Es amante de las palmeras de todo tipo.

## Premios
- 1992: premio Martín Fierro, como mejor actor.
- 2021: premio Konex, como Unipersonal.

### Nominaciones
- 2007: premio Martín Fierro, como mejor actor protagónico de telenovela.